# New American Cyclopedia

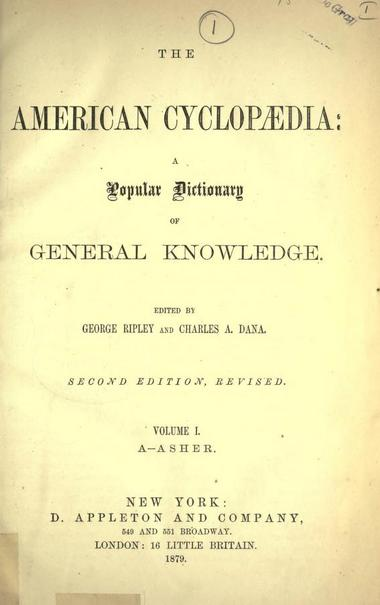
Pagina de titlu a American Cyclopedia,1879

New American Cyclopedia (română Noua Ciclopedie Americană) a fost o enciclopedie în 16 volume, creată și publicată de D. Appleton & Company din New York între anii 1857 - 1866. Editorii săi inițiali au fost George Ripley și Charles A. Dana.
New American Cyclopedia a fost o enciclopedie generală, concentrată mai ales pe subiectele legate de Statele Unite. Așa cum a fost creat în perioada Războiului Civil American, accentul și tonul articolelor se putea schimba drastic: de exemplu, Jefferson Davis, viitorul președinte al Statelelor Confederate ale Americii, a fost tratat pe larg ca un soldat al Armatei Statelor Unite și ca politician guvernului SUA.
Un contribuitor notabil a fost Karl Marx, ulterior corespondent european pentru New York Tribune, care, la sugestia editorilor, trimitea articole despre afacerile militare (pentru care el ar fi colaborat cu Friedrich Engels). De asemenea el a scris un articol biografic extrem de neamical pentru Simon Bolivar.
New American Cyclopedia a fost revăzută și republicată ca American Cyclopedia în 1873. A existat, de asemenea, un anuar asociat, Appletons' Annual cyclopaedia and register of important events of the year, între 1861 și 1875.